# Rundkurs Ruhrgebiet
Der Rundkurs Ruhrgebiet ist ein 350 Kilometer langer Radfernweg rund um das Ruhrgebiet. Er verläuft im Süden rund 120 km an der Ruhr entlang, von Schwerte bis zur Mündung in den Rhein, zum größten Teil in Sichtweite zum Fluss. Im Westen führt er von Duisburg den Rhein entlang etwa 30 km nach Norden bis Wesel. Von dort orientiert er sich 150 km ostwärts an der nördlichen Grenze des Ruhrgebiets.
Der Rundkurs Ruhrgebiet gehört zum Projekt Route der Industriekultur des Regionalverbandes Ruhr (RVR). Der RVR möchte die Attraktionen für Touristen durch ein enges Netz an Radrouten zugänglich machen. Herzstück dieses Netzes bildet neben dem Rundkurs Ruhrgebiet der Emscher Park Radweg, der etwa 230 km umschließt.

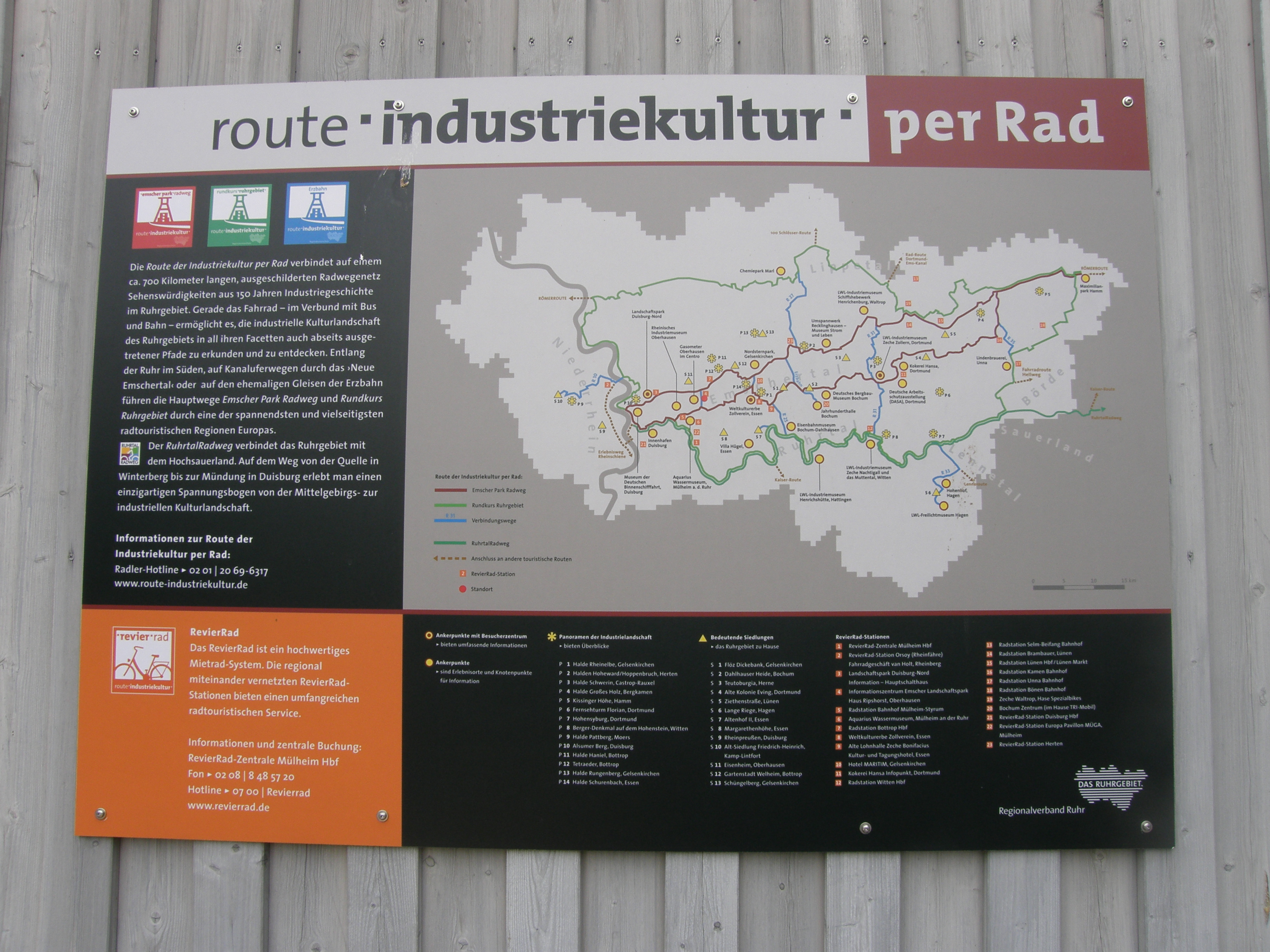
Übersichtskarte mit dem grün gekennzeichneten Rundkurs Ruhrgebiet

## Der Streckenverlauf
Der Rundkurs Ruhrgebiet verläuft von Osten nach Westen und dann im Uhrzeigersinn:
Schwerte – Herdecke – Wetter – Witten – Hattingen – Werden – Kettwig – Mülheim an der Ruhr – Duisburg – Walsum – Voerde – Wesel – Hünxe – Dorsten – Haltern am See – Datteln – Waltrop – Lünen – Werne – Bergkamen – Hamm – Unna

### Beschilderung
Der Rundkurs Ruhrgebiet ist einheitlich ausgeschildert. Das Symbol des Ruhrgebiets wird nicht nur auf kleinen, etwa 20 cm großen rechteckigen Schildern, sondern teilweise auch auf Straßenschildern verwendet.
Trotz guter Ausschilderung ist beim Befahren der Strecke Kartenmaterial zweckmäßig, weil Schilder entweder zugewachsen oder dem Vandalismus zum Opfer gefallen sind. Teilweise, besonders im nördlichen Streckenabschnitt entlang des Wesel-Datteln-Kanals, ist die Beschilderung lückenhaft.
Da die touristischen Attraktionen im Netz eingeschlossen sind, sind manchmal Abkürzungen von bis zu 20 km möglich, was einem einige Kilometer ersparen kann. Oft kreuzt der Rundkurs Ruhrgebiet andere Radfernwege oder läuft mit ihnen zusammen. An diesen kann man sich zusätzlich orientieren. So ist zum Beispiel im südlichen Teil entlang der Ruhr die Kaiser-Route zu finden, die sich von Aachen nach Paderborn zieht.
Das neue Symbol des Radwegs ist grün, trägt den Titel rundkurs ruhrgebiet und zeigt eine stilisierte Zeche.

### Verkehrsanbindung
Die Tour der Ruhr ist auf allen Abschnitten gut mit öffentlichen Verkehrsmitteln zu erreichen. Bahnanschlüsse bestehen u. a. in Duisburg, Essen, Dortmund, Hagen, Hamm, Werne, Lünen, Haltern und Wesel. Außerdem stehen die Verkehrsmittel des Verkehrsverbundes Rhein-Ruhr (VRR) zur Verfügung. Mit dem Pkw kann man auf dem gut ausgebauten Straßennetz des Ruhrgebietes alle Abschnitte problemlos erreichen.

### Beschaffenheit
Der Rundkurs Ruhrgebiet führt zum größten Teil an Gewässern entlang und ist daher meist eben. Nur im nordöstlichen Teil, um Bergkamen und Unna gibt es einige kleinere Erhebungen. Im Allgemeinen befindet sich die gesamte Strecke in gutem Zustand, meistens mit asphaltierter Oberfläche, teils mit feinem Schotter oder Pflastersteinen.

## Sehenswürdigkeiten

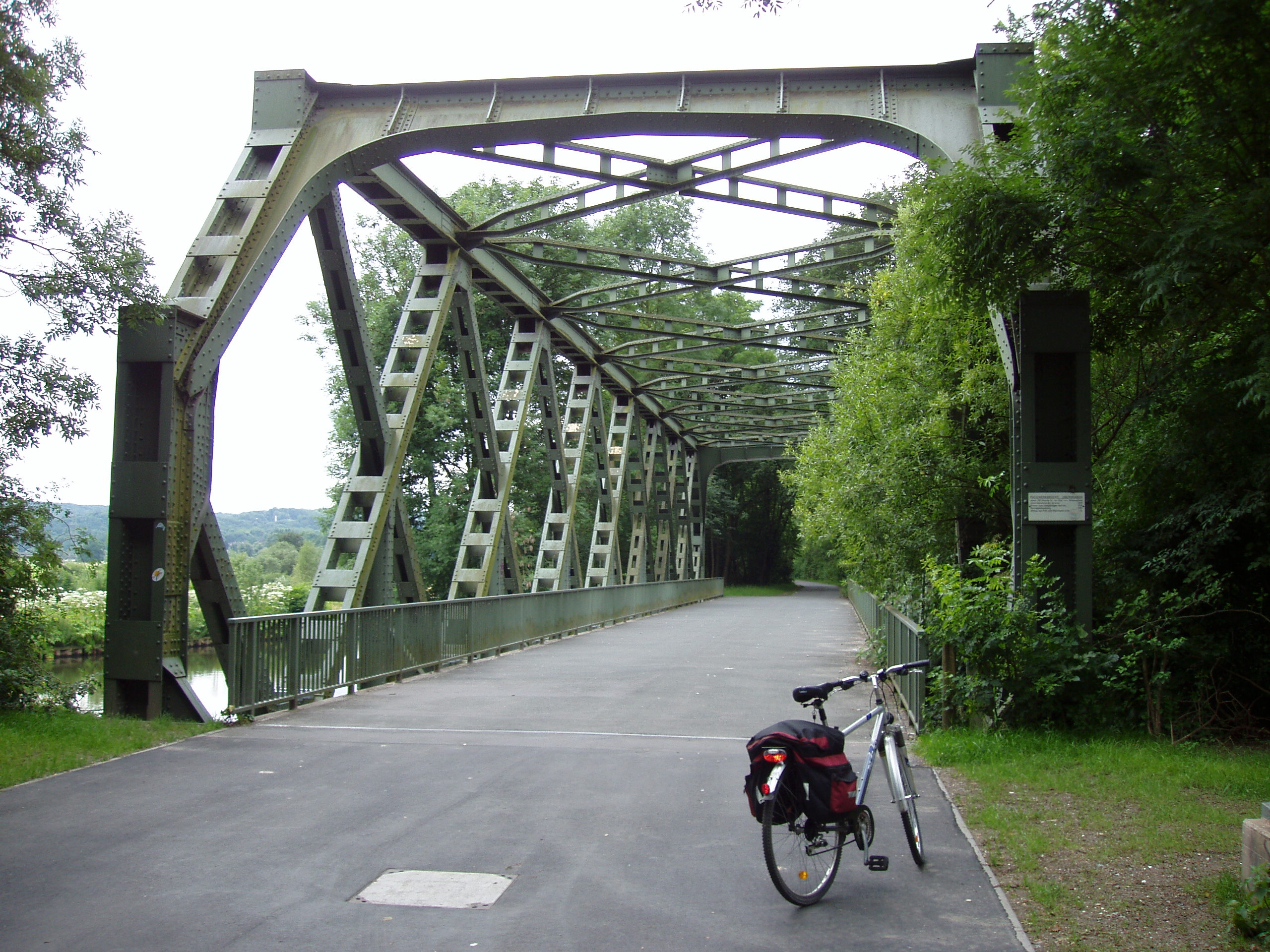
Ehemalige Eisenbahnbrücke über einen Nebenarm der Ruhr

Fast die gesamte Route führt durch naturnahes Gebiet und einige Schutzgebiete. Da die Strecke mitten durch das Ruhrgebiet führt, sind viele Zeugnisse der Industriekultur direkt am Wegesrand zu sehen und mit Hinweistafeln ausgeschildert, auf denen geschichtliche Ereignisse und deren Zusammenhänge erläutert werden.
Neben 25 Hauptattraktionen (so genannten „Ankerpunkten“), gibt es sechs technik- und sozialgeschichtlich bedeutende Museen, neun Aussichtspunkte mit Panoramablick in die Industrielandschaft und zwölf Arbeitersiedlungen, die besichtigt werden können und drei Besucherzentren, in denen Informationen über den Rundkurs Ruhrgebiet vermittelt werden.
Am Rande der Strecke befinden sich unter anderem:
- Duisburgs Binnenhafen (der größte der Welt)
- Schloss Broich in Mülheim
- Baldeneysee in Essen
- Altstadt und Burg Blankenstein in Hattingen
- Harkort- und Hengsteysee in Herdecke
- Koepchenwerk in Herdecke
- Burgruine Hohensyburg in Dortmund
- Schiffshebewerk Henrichenburg in Waltrop
- Größter Kanalknotenpunkt Europas im Kanalkreuz Datteln

Siehe auch: Route der Industriekultur

## Infrastruktur für Radwanderer
Der Großraum Ruhrgebiet gehört zu den am dichtesten besiedelten Gebieten in Deutschland. Entsprechend hoch ist die Dichte der infrastrukturellen Einrichtungen, wie zum Beispiel Hotels, Jugendherbergen, Campingplätze oder Lebensmittelgeschäfte.
Große Teile der Fahrradroute werden gleichzeitig als Rad- und Gehwege genutzt. Gerade an Wochenenden ist das Verkehrsaufkommen auf einigen Strecken (beispielsweise an den Ruhrtalsperren) sehr hoch.
Entlang der Strecke hat der RVR Radstationen aufgebaut, in denen RevierRäder gemietet und eigene Fahrräder repariert werden können. In vielen Stadtteilen der Großstädte des Ruhrgebiets gibt es lokale Fahrradhändler, diese bieten dem hilfesuchenden Radfahrer ihren Reparaturservice und wenn nötig Ersatzteile an.
Alle Streckenteile sind mit öffentlichen Nahverkehrsmitteln gut zu erreichen. Das gesamte Gebiet des Rundkurses Ruhrgebiet wird durch den Verkehrsverbund Rhein-Ruhr bedient. Die Fahrradmitnahme im Verkehrsverbund Rhein-Ruhr ist grundsätzlich möglich. Große Gruppen von Radreisenden sollten sich aber auf die beschränkten Kapazitäten des ÖPNV einstellen.

## Besonderheiten
Der Rundkurs Ruhrgebiet wird häufig auch Tour de Ruhr genannt, nach einer Fernsehserie über eine Radtour durch das Ruhrgebiet.